# نورهان (مغنية)
نورهان ، مغنية لبنانية.
ولدت من عائلة أرمنية لبنانية. اشتهرت بأغنية حبيبي يا عيني التي طرحتها عام 2003 وكان ألبومها الثاني في 2009.

## أغانيها
أطلقت ألبومين هما:
1. شكلو كيف 2003
2. حبيبي تعا 2009

شكلو كيف
أطلقت نورهان شكلو كيف في عام 2003 تعاونت فيه مع عدد من الشعراء والملحنين أمثال: مروان خوري، ناصر الأسعد، منير بوعساف ورواد رعد
و أغاني الألبوم هي:
- حبيبي يا عيني
- شكلو كيف
- اتعلم
- دوبني هواك
- من زمان
- روحي معاك
- القصة عينيك
- واحد تاني

وقد حازت نورهان على جائزة أفضل صوت مطربة شابة لعام 2005 عل أغنية من زمان في اوسكار الأغنية المصرية.
حبيبي تعا
أطلقت نورهان ألبوم حبيبي تعا في عام 2009 بعد جملة من أغاني السنغل التي ضمتها إلى الألبوم «حبيبي تعا» وتعاونت في الألبوم بشكل رئيسي مع : أحمد ماضي، ناصر الأسعد، أوسين وغيرهم
و أغاني الألبوم هي:
- حبيبي تعا
- تعا حبيبي تعا
- طب ونا مالي
- غرامي أنا
- اللي ما يبانا
- يللي
- نور
- الزم حدودك يا ولا
- يا عمي الحاج
- مين يا حبيبي سواك

## كليبات نورهان
صورت نورهان 7 كليبات لليوم وهم:
| الأغنية       | إخراج       | الألبوم   | السنة |
| ------------- | ----------- | --------- | ----- |
| حبيبي يا عيني | وليد ناصيف  | شكلو كيف  | 2003  |
| شكلو كيف      | وليد ناصيف  | شكلو كيف  | 2004  |
| من زمان       | ايلي حبيب   | شكلو كيف  | 2005  |
| يللي          | كميل طانيوس | حبيبي تعا | 2006  |
| طب ونا مالي   | كميل طانيوس | حبيبي تعا | 2006  |
| غرامي أنا     | كميل طانيوس | حبيبي تعا | 2007  |
| اللي ما يبانا | نهلة الفهد  | حبيبي تعا | 2009  |

## روابط خارجية
- نورهان على موقع ميوزك برينز (الإنجليزية)
- نورهان على موقع ديسكوغز (الإنجليزية)